# Erik-Lindbergstjärnen
Erik-Lindbergstjärnen är en sjö i Strömsunds kommun i Jämtland och ingår i Ångermanälvens huvudavrinningsområde. Sjön har en area på 0,0701 kvadratkilometer och ligger 676,8 meter över havet.

## Delavrinningsområde
Erik-Lindbergstjärnen ingår i det delavrinningsområde (718108-146119) som SMHI kallar för Mynnar i Seunarbäcken. Medelhöjden är 710 meter över havet och ytan är 8,83 kvadratkilometer. Det finns inga avrinningsområden uppströms utan avrinningsområdet är högsta punkten. Vattendraget som avvattnar avrinningsområdet har biflödesordning 4, vilket innebär att vattnet flödar genom totalt 4 vattendrag innan det når havet efter 292 kilometer. Avrinningsområdet består mestadels av skog (62 procent), sankmarker (16 procent) och kalfjäll (20 procent). Avrinningsområdet har 0,17 kvadratkilometer vattenytor vilket ger det en sjöprocent på 1,9 procent.